# Bates Motel (serie de televisión)
Bates Motel es una serie de televisión de terror psicológico dramático estadounidense, transmitida desde el 18 de marzo de 2013 al 24 de abril de 2017. Fue desarrollado por Carlton Cuse, Kerry Ehrin, y Anthony Cipriano, y es producido por Universal Television y American Genre para la cadena de cable A&E.
La serie es una precuela contemporánea y reimaginada de la película de 1960 de Alfred Hitchcock Psycho (basado en la novela del mismo nombre de Robert Bloch), representa la vida de Norman Bates (Freddie Highmore) y su madre Norma (Vera Farmiga) antes de los acontecimientos retratados en la película, aunque en una ciudad ficticia diferente (White Pine Bay, Oregón, en contraposición a la película, que se desarrollaba en Fairvale, California) y en un entorno moderno. Max Thieriot y Olivia Cooke fueron protagonistas del reparto principal a lo largo de la duración de la serie. Después de aparecer fuertemente en la primera temporada, Nestor Carbonell se sumó al reparto principal a partir de la segunda temporada.
La serie comienza en Arizona con la muerte del marido de Norma, después de lo cual Norma compra el motel Seafairer ubicado en una ciudad costera de Oregón para que ella y Norman puedan comenzar una nueva vida. Las temporadas posteriores siguen a Norman mostrando cómo su enfermedad mental se vuelve peligrosa, mientras que Norma lucha para protegerlo, de los que le rodean, y de sí mismo. Los argumentos de Bates Motel ignoran la línea de tiempo de las secuelas de la película original y dan versiones alternativas de muchos de los personajes y eventos de la película original. La serie fue filmada fuera de Vancouver en Aldergrove, British Columbia, junto con otros lugares dentro del Fraser Valley en la Columbia Británica.
A&E optó por saltarse el piloto de la serie, optando por ir directamente ordenando una primera temporada de 10 episodios. El 15 de junio de 2015, la serie se renovó para una cuarta y quinta temporada, convirtiéndose en la serie de drama de más larga duración con guion original de A&E en la historia del canal. Los actores principales de la serie, Farmiga y Highmore, recibieron elogios particulares por sus actuaciones en la serie, con la primera recibiendo una nominación al Primetime Emmy Award y ganando un Saturn Award a la Mejor Actriz en Televisión. Bates Motel también ganó tres People's Choice Awards por Drama Favorito de Cable, y como Actriz Favorita (Farmiga) y Actor (Highmore).
En España, la serie fue transmitida en TNT desde 2013. En 2015, TNT no renovó la temporada 3 y fue doblada al castellano y comercializada mientras que en gran parte de Hispanoamérica se emite en Universal Channel, y en México por el Canal 5 de Televisa.

## Sinopsis
La historia comienza después de la muerte del señor Bates, cuando Norman y su madre compran el motel que llevará su apellido. La serie retrata la vida del joven de aspecto frágil llamado Norman Bates y de su posesiva madre Norma, unos años antes de los acontecimientos narrados en la película Psicosis.

## Elenco
| Actor            | Personaje      | Temporada  | Temporada  | Temporada  | Temporada | Temporada  |
| Actor            | Personaje      | 1          | 2          | 3          | 4         | 5          |
| ---------------- | -------------- | ---------- | ---------- | ---------- | --------- | ---------- |
| Vera Farmiga     | Norma Bates    | Principal  | Principal  | Principal  | Principal | Principal  |
| Freddie Highmore | Norman Bates   | Principal  | Principal  | Principal  | Principal | Principal  |
| Max Thieriot     | Dylan Massett  | Principal  | Principal  | Principal  | Principal | Principal  |
| Olivia Cooke     | Emma Decody    | Principal  | Principal  | Principal  | Principal | Principal  |
| Nicola Peltz     | Bradley Martin | Principal  | Principal  | Recurrente |           |            |
| Nestor Carbonell | Alex Romero    | Recurrente | Principal  | Principal  | Principal | Principal  |
| Kenny Johnson    | Caleb Calhoun  |            | Recurrente | Principal  | Invitado  | Recurrente |

## Episodios
| Temporada | Temporada | Episodios | Emisión original      | Emisión original    |
| Temporada | Temporada | Episodios | Inicio                | Final               |
| --------- | --------- | --------- | --------------------- | ------------------- |
|           | 1         | 10        | 18 de marzo de 2013   | 20 de mayo de 2013  |
|           | 2         | 10        | 3 de marzo de 2014    | 5 de mayo de 2014   |
|           | 3         | 10        | 9 de marzo de 2015    | 11 de mayo de 2015  |
|           | 4         | 10        | 7 de marzo de 2016    | 16 de mayo de 2016  |
|           | 5         | 10        | 20 de febrero de 2017 | 24 de abril de 2017 |

## Producción

### Desarrollo

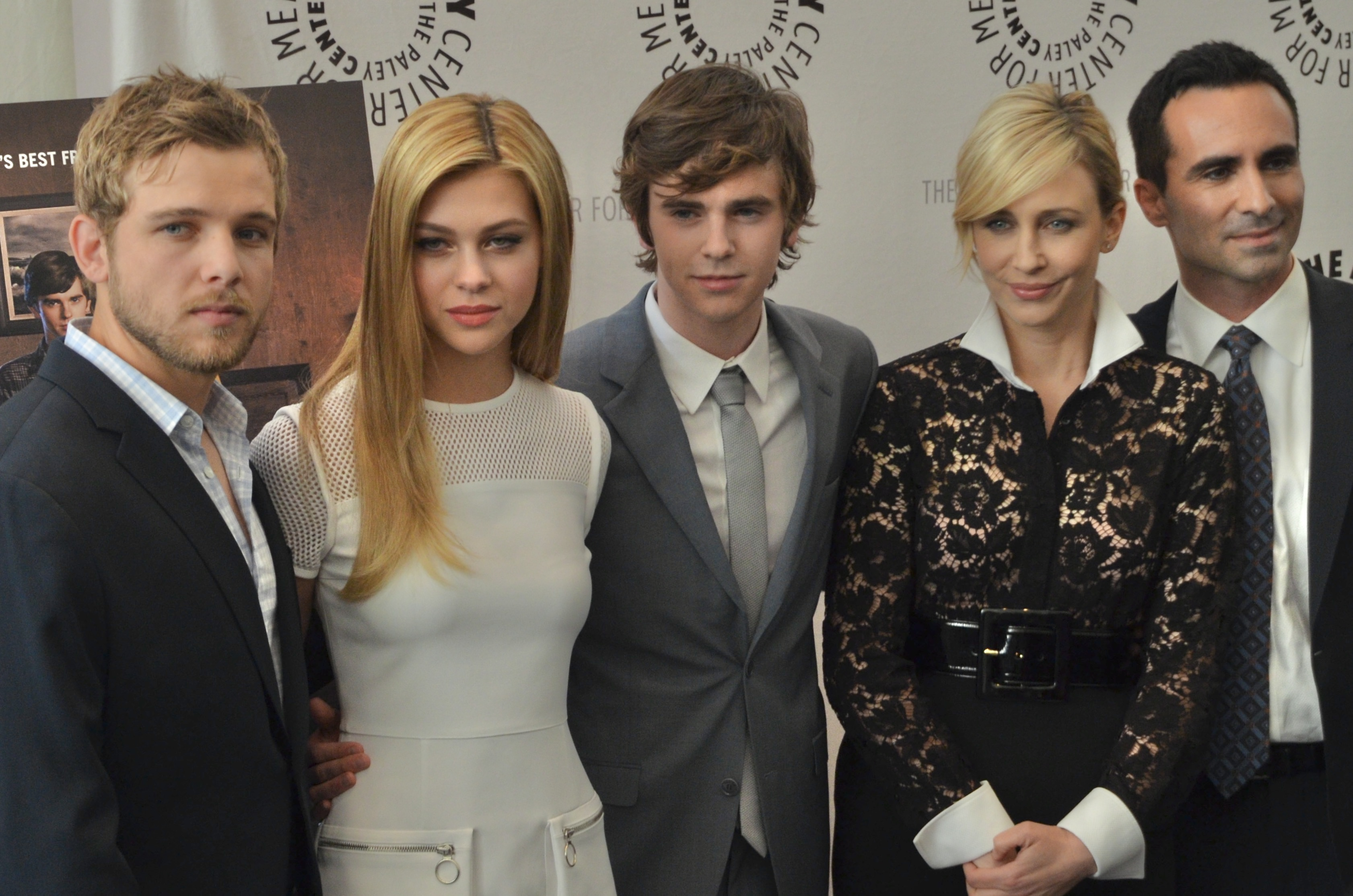
El elenco promoviendo la serie en Paley Center for Media, 2013 (izquierda a derecha) Thieriot, Peltz, Highmore, Farmiga, y Carbonell

El 12 de enero de 2012, se informó de que A&E estaban desarrollando una serie de televisión titulada Bates Motel que serviría como una precuela de la película de Alfred Hitchcock Psycho. El primer guion fue escrito por Anthony Cipriano. En marzo de 2012, Carlton Cuse y Kerry Ehrin se unieron al proyecto como productores ejecutivos y escritores principales. Cuse ha citado la serie de drama Twin Peaks como una inspiración clave para Bates Motel, afirmando: "Casi hemos arrancado Twin Peaks... Si quería obtener esa confesión, la respuesta es sí. Me encantó ese programa. Sólo hicieron 30 episodios. Kerry [Ehrin] y yo pensamos que haríamos los 70 que faltan." El 2 de julio de 2012, A&E dio a Bates Motel una orden directa como serie.

### Casting
El 27 de agosto de 2012, Vera Farmiga fue la primera en ser elegida para interpretar a Norma Louise Bates. El 14 de septiembre de 2012, Freddie Highmore fue elegido como Norman Bates. Ese mismo día, Max Thieriot fue elegido como el medio hermano de Norman, Dylan Massett. Poco después, el 19 de septiembre de 2012, Nicola Peltz fue elegida como Bradley Martin, un posible interés amoroso de Norman. Por último, el 20 de septiembre de 2012, Olivia Cooke fue la última miembro principal del elenco para unirse a la serie, en el papel de Emma Decody, la mejor amiga de Norman. Nestor Carbonell fue elegido en un papel recurrente como el sheriff Alex Romero en la primera temporada, pero fue ascendido al reparto principal al principio de la segunda temporada. En julio de 2014, Kenny Johnson, que volvió como el hermano de Norma, Caleb Calhoun en la segunda temporada, fue promovido a regular para la tercera temporada. Se anunció el 22 de julio de 2016 en San Diego Comic-Con International que Rihanna aparecería en el papel icónico de Marion Crane para la quinta y última temporada.

### Rodaje
Una réplica del original motel Bates fijado de la película Psycho fue construida en la localización aproximadamente en 1054 272nd Street en Aldergrove, Columbia Británica, donde las porciones de la serie fueron filmadas. La casa original y el motel está situado en Universal Studios, Hollywood, Los Ángeles. El rodaje adicional para la serie ocurrió en las áreas múltiples de la Columbia Británica, incluyendo Steveston, Coquitlam, Horseshoe Bay, West Vancouver y Fort Langley. En febrero de 2017, después de que la filmación se completó para la serie, el set exterior del Motel Bates en Aldergrove fue demolido.

## Psycho (franquicia)
- Psycho (1960), dirigida por Alfred Hitchcock.
- Psycho II (1983), secuela del primer film dirigida por Richard Franklin (no relacionada con la novela Psycho II).
- Psycho III (1986), segunda secuela del primer film, dirigida por Anthony Perkins.
- Psicosis IV (1990)
- Bates Motel (1987) película para televisión inicialmente propuesta como un piloto de TV.
- Psicosis (1998), dirigida por Gus Van Sant, remake cuadro por cuadro (shot-for-shot) del film original de 1960.
- The Psycho Legacy (2010) documental sobre la serie de películas.
- Bates Motel (serie de televisión) (2013), reboot/precuela en forma de serie de TV situado en el presente y en Oregón en lugar de California.